# Druhý demografický přechod
Druhý demografický přechod je proces významné změny demografických vlastností západní společnosti, který proběhl přibližně mezi roky 1965 a 1985 v severní a západní Evropě, ve zbytku Evropy s mírným zpožděním. Je charakteristický především významným poklesem porodnosti, a to až pod hranici prosté reprodukce. Porodnost tak nestačí populaci obnovovat a ta vymírá. Tento proces se vysvětluje jako důsledek změny hodnot, především nárůstu individualismu. Změněné hodnoty přinesly změnu demografického chování lidí, například větší počet nesezdaných soužití, relativně větší počet dětí narozených mimo manželství a růst věku matek v době prvního porodu. Nezanedbatelný vliv se připisuje též masovému rozšíření antikoncepce. Dalším významným znakem druhého demografického přechodu je trvalé zlepšování naděje dožití v důsledku soustavného vzrůstu životní úrovně. Tento jev v kombinaci s poklesem porodnosti má za důsledek demografické stárnutí populace a její pomalé vymírání.
Od konce druhého demografického přechodu došlo k menšímu nárůstu porodnosti, což bylo v zásadě neočekávané. Zda se však jedná pouze o výkyv, či nový směr, kterým se bude ubírat demografický vývoj, ještě není jasné. Samotný druhý demografický přechod je předmětem sporů mezi demografy. Někteří z nich ho nepovažují za tak důležitý, aby byl stavěn na roveň s demografickou revolucí, respektive prvním demografickým přechodem.